# 黙示録の女

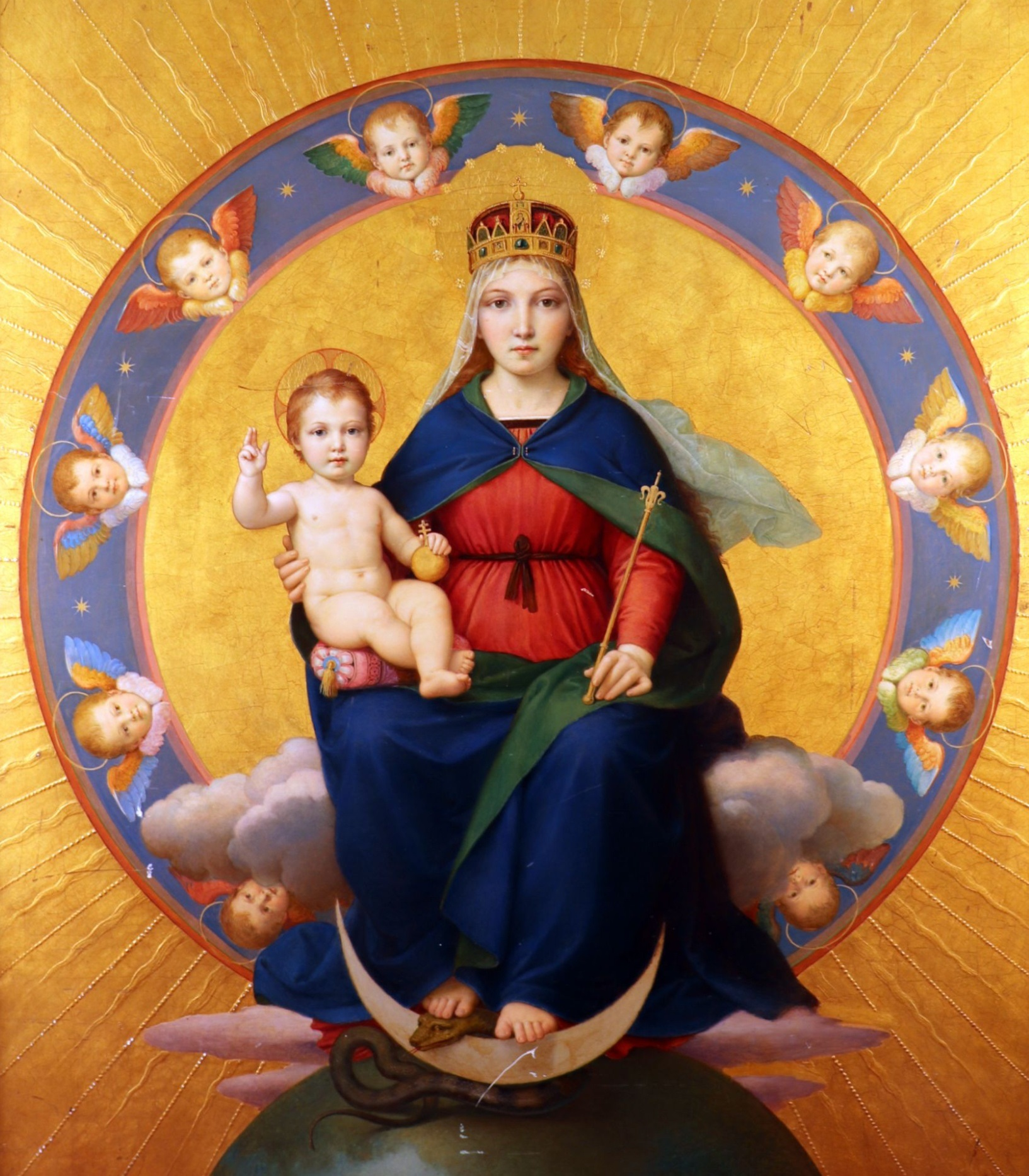
黙示録の女

黙示録の女（もくしろくのおんな、Woman of the Apocalypse、ギリシア語: γυνὴ περιβεβλημένη τὸν ἥλιον、ラテン語: Mulier amicta sole）は、ヨハネの黙示録の第12章（西暦95年頃作成）で言及されている、伝統的に聖母マリアであると信じられている人物。
女は、産まれるとすぐに子供を貪り食うつもりで待機している悪魔・サタンである竜に脅かされている男の子を出産する。子供が天国に連れられる時、女は鷲の翼を使って1260日間「神の用意された場所」である荒野へと逃げる。これは、天使が竜を駆逐する「天の戦い」に繋がる。竜は口から大水を出して女を攻撃するが、女の味方をした地によって水は飲みこまれる。不満な竜は、キリストの義人である「彼女の子孫の残り」に対して戦争を始める。黙示録の女は、聖母マリアとして広く認識されている。この解釈は、中世および現代のカトリック教会だけでなく、古代教会の一部の注釈者によってなされている。
カルヴァン主義や福音主義を含むプロテスタント教会では、黙示録の女は教会またはイスラエルと見なされることがある。